# مجلس النواب (مصر)

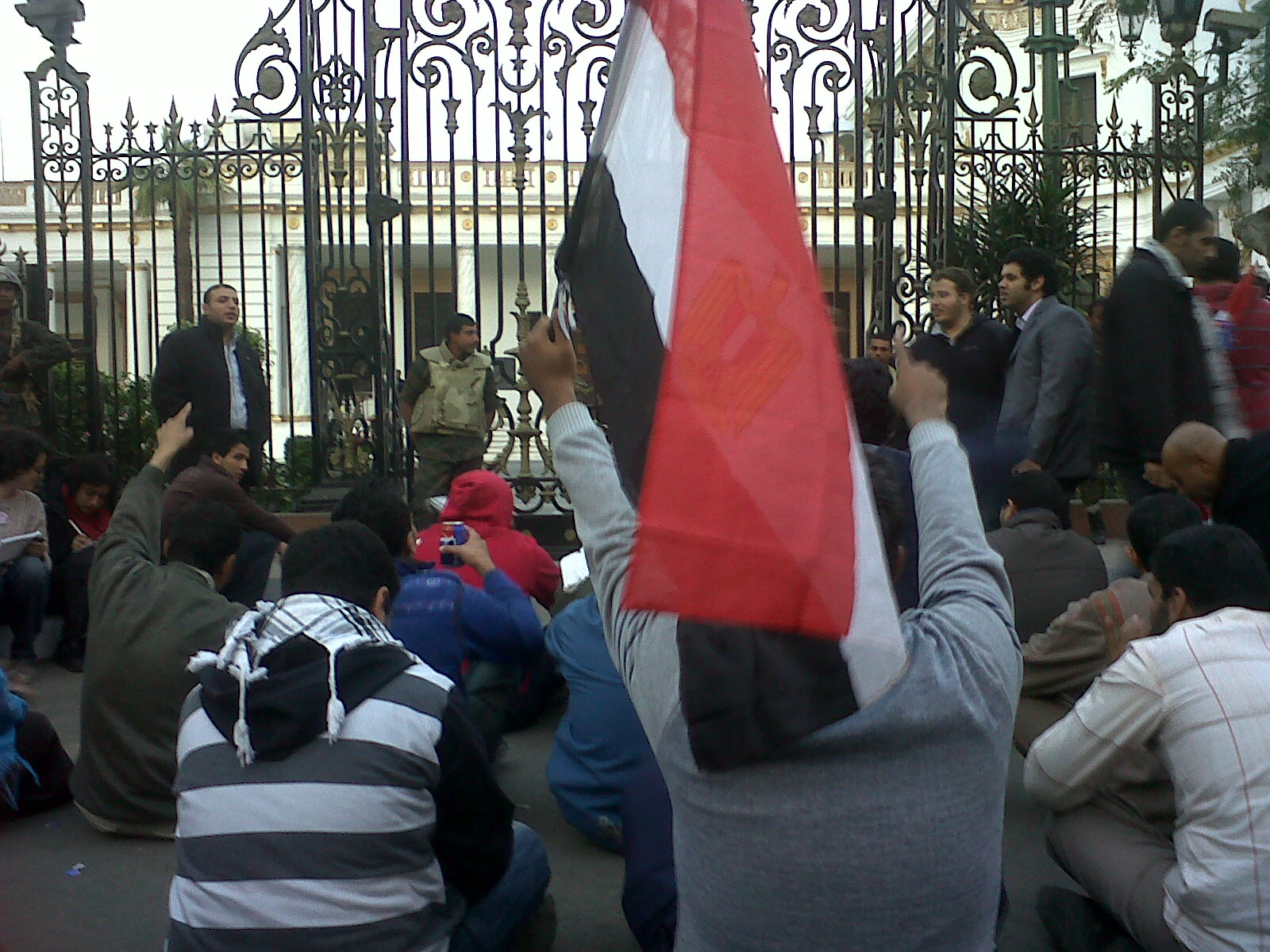
اعتصام أمام مجلس الشعب المصري (كما كان يسمى آنذاك) أثناء ثورة 25 يناير.

مجلس النواب (وفق دستور مصر 2014) - مجلس الشعب سابقاً (وفق دستور مصر 1971)- هو السلطة التشريعية بجمهورية مصر العربية وهو الغرفة الأولى في البرلمان المصري ويتولى اختصاصات مختلفة ورد النص عليها في الباب الخامس من الدستور، وفقاً للمادة 101 يتولى مجلس النواب سلطة التشريع، وإقرار السياسة العامة للدولة، والخطة العامة للتنمية الاقتصادية، والاجتماعية، والموازنة العامة للدولة، ويمارس الرقابة على أعمال السلطة التنفيذية، وذلك كله على النحو المبين في الدستور.
يتألف مجلس النواب من أربعمئة وخمسين عضواً على الأقل ينتخبون عن طريق الاقتراع العام السري المباشر على أن يتم الاقتراع تحت إشراف أعضاء من هيئة قضائية. بالإضافة إلى عدد من الأعضاء يعينهم رئيس الجمهورية لا يزيد على 5%.
تقسم الجمهورية لعدد 4 دوائر للانتخاب بنظام القائمة المغلقة المطلقة و 143 دائرة انتخابية للانتخاب بالنظام الفردي.، وبهذا يصبح عدد مقاعد المجلس المخصصة للنظام الفردي 448 مقعداً و 120 مقعداً للقوائم بالإضافة إلى 28 مقعد على الأكثر يعيّنهم رئيس الجمهورية.
على مدى حقبة من الزمن تمثل تاريخ الحياة النيابية المصرية بدءاً من عام 1866، تعاقبت على البلاد سبعة نظم نيابية تفاوت نطاق سلطاتها التشريعية والرقابية من فترة لأخرى ليعكس في النهاية تاريخ نضال الشعب المصري وسعيه الدؤوب من أجل إقامة مجتمع الديموقراطية والحرية.
أكثر من 135 عاماً من التاريخ البرلماني، تعاقبت فيها على البلاد اثنين وثلاثون هيئة نيابية تراوح عدد أعضائها ما بين 75 عضواً و 458 عضواً، أسهموا في تشكيل تاريخ مصر ووجهها الحضاري الحديث في مختلف جوانبه السياسية والاجتماعية والاقتصادية والثقافية.
ويتم انتخاب رئيس مجلس النواب من بين أعضائه الناجحين في الدورة البرلمانية بحيث ينعقد جمعية عمومية للمجلس ويتم من خلالها انتخابه رئيسًا للمجلس.

## التعريف بالمجلس
مجلس النواب هو السلطة التشريعية بجمهورية مصر العربية ويتولى اختصاصات مختلفة ورد النص عليها في الباب الخامس من الدستور القديم، فوفقاً للمادة 101 يتولّى مجلس النواب سلطة التشريع، وإقرار السياسة العامة للدولة، والخطة العامة للتنمية الاقتصادية، والاجتماعية، والموازنة العامة للدولة، ويمارس الرقابة على أعمال السلطة التنفيذية، وذلك كله على النحو المبين في الدستور.

### الدور والمهام
في إطار دستور 1971 أصبح البرلمان المصري يحمل اسم «مجلس الشعب» وهو يتولّى سلطة التشريع ويقر السياسة العامة للدولة والخطة العامة للتنمية الاقتصادية والاجتماعية والموازنة العامة للدولة كما يمارس الرقابة على أعمال السلطة التنفيذية.
يقدم رئيس الجمهورية استقالته إلى مجلس الشعب الذي يعلن خلو منصبه، كما يختص المجلس كذلك بالتصديق على المعاهدات والموافقة على مد حالة الطوارئ وإعلان حالة الحرب.
مقر مجلس النواب مدينة القاهرة، ويحدد القانون الدوائر الانتخابية التي تقسم إليها الدولة، وعدد الأعضاء المنتخبين على ألّا يقل عن أربعمئة وخمسين عضواً، ويكون انتخابهم عن طريق الانتخاب المباشر السري العام، ويجوز لرئيس الجمهورية أن يعيّن في مجلس النواب عدداً من الأعضاء لا يزيد على 5%.
مدة المجلس خمس سنوات ميلادية من تاريخ أول اجتماع ويجري الانتخاب لتجديد المجلس خلال الستين يوماً السابقة على انتهاء مدته.
وضع الدستور مجموعة من الضمانات للحفاظ على استقرار السلطة التشريعية أهمها، لا يجوز لرئيس الجمهورية إصدار قرار بحل مجلس الشعب إلا عند الضرورة، وإذا حل المجلس في أمر فلا يجوز حل المجلس الجديد لذات الأمر.
فضلاً عما سبق فإن المجلس هو الذي يختص بالفصل في صحة عضوية أعضائه ولا يجوز إسقاط عضوية أحد أعضاء المجلس إلا إذا فقد الثقة والاعتبار أو فقد أحد شروط العضوية أو أخل بواجبات عضويته ويجب أن يصدر قرار إسقاط العضوية من مجلس الشعب نفسه بأغلبية ثلثي أعضائه كما أن المجلس هو الذي يقبل استقالة أعضائه.
كما قرر الدستور أيضاً مجموعة من الحصانات لأعضاء المجلس تتمثل في عدم مؤاخذة أعضاء مجلس النواب عما يبدونه من الأفكار والآراء في أداء أعمالهم في المجلس أو في لجانه. ولا يجوز في غير حالة التلبُّس بالجريمة اتخاذ أية إجراءات جنائية ضد عضو مجلس النواب إلا بإذن سابق من المجلس.
قرر الدستور - في إطار العلاقة بين السلطتين التشريعية والتنفيذية ورغبةً في تحقيق التوازن المنشود - عدداً من الصلاحيات للسلطة التشريعية في مجال السلطة التنفيذية وصلاحيات للسلطة التنفيذية في مجال السلطة التشريعية.
ومن أمثلة الصلاحيات الأولى التي نظمها الدستور تلك المتعلقة باختصاص مجلس النواب في استقالة رئيس الجمهورية وخلو منصبه وإقرار الخطة العامة للتنمية الاقتصادية والاجتماعية وكذا الموازنة العامة للدولة وحقه في الرقابة على أعمال الحكومة وتقرير مسئوليتها والتصديق على الاتفاقيات والمعاهدات الدولية.
ومن أمثلة الصلاحيات الثانية التي نظمها الدستور ما قرره لرئيس الجمهورية بشأن دعوة مجلس النواب للانعقاد للدور السنوي العادي قبل يوم الخميس الثاني من شهر أكتوبر من كل عام فإذا لم يُدعَ المجلس حتى ذلك اليوم يجتمع في نفس اليوم من تلقاء نفسه بحكم الدستور وكذلك حق رئيس الجمهورية في فض دور الانعقاد العادي للمجلس شريطة ألا تقل مدته عن تسعة أشهر وبعد اعتماد الموازنة العامة للدولة وحقه في دعوة المجلس لاجتماع غير عادي في حالة الضرورة وأيضاً حقه في حل مجلس النواب عند الضرورة.

#### اختصاصات مجلس النواب

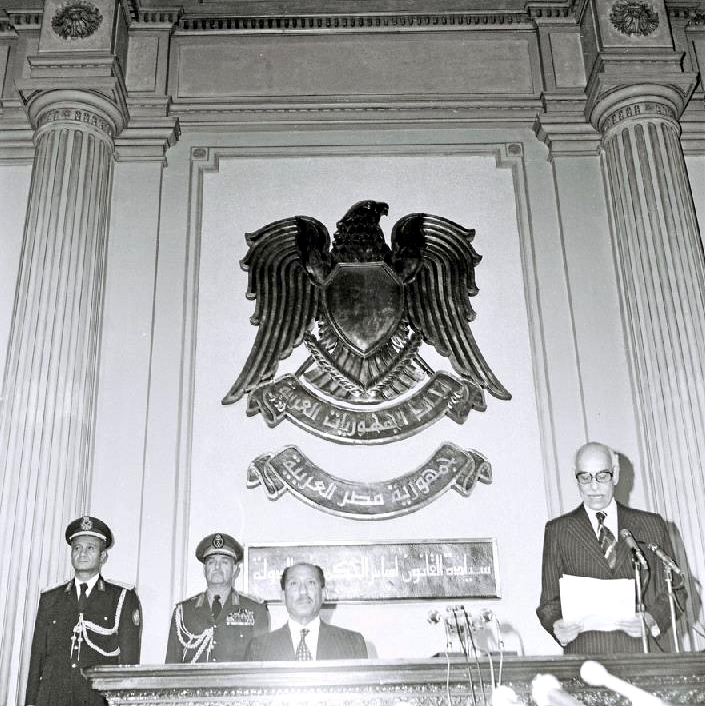
الرئيس الأسبق أنور السادات أثناء افتتاح مجلس الشعب عام 1977.

يباشر مجلس النواب بوصفه السلطة التشريعية اختصاصات مختلفة ورد النص عليها في الباب الخامس من الدستور، فوفقاً للمادة 86 وما بعدها يتولى المجلس:
- التشريع
- إقرار المعاهدات والاتفاقات
- إقرار الخطة والموازنة
- الرقابة على أعمال السلطة التنفيذية
- مناقشة بيان رئيس الجمهورية
- تعديل الدستور
- إقرار إعلان حالتي الحرب والطوارئ

#### تكوين المجلس
نص الدستور المصري على أن يحدد القانون عدد أعضاء مجلس النواب المنتخبين، على ألا يقل عن أربعمائة وخمسين عضواً. هذا وقد صدر القانون رقم 46 لسنة 2014 في شأن مجلس النواب وتعديلاته بقانون رقم 92 لسنة 2015 والذي يقضي في مادته الأولى بأن يتألف مجلس النواب من خمسمائة وثمانية وستون عضواً ينتخبون بالإقتراع السري المباشر، ويجوز لرئيس الجمهورية تعيين ما لا يزيد على 5% من الأعضاء. حيث حدد القانون رقم 202 لسنة 2015 , عدد الدوائر الانتخابية بـ 205 دائرة انتخابية وينتخب عضو مجلس النواب بالأغلبية المطلقة لعدد الأصوات الصحيحة التي أعطيت في الانتخاب.

#### لجان المجلس
يتكون المجلس من 25 لجنة  وهم:
| اسم اللجنة                                          | عدد أعضاء اللجنة | رئيس اللجنة - دور الإنعقاد الأول              | رئيس اللجنة - دور الإنعقاد الثاني | رئيس اللجنة دور الانعقاد الثالث | رئيس اللجنة- دور الانعقاد الرابع | رئيس اللجنة - دور الانعقاد الخامس |
| --------------------------------------------------- | ---------------- | --------------------------------------------- | --------------------------------- | ------------------------------- | -------------------------------- | --------------------------------- |
| لجنة الشئون الدستورية والتشريعية                    | 32               | بهاء الدين أبو شقة (حزب الوفد - مُعيّن)         | بهاء أبو شقة (حزب الوفد)          | بهاء أبو شقة (حزب الوفد)        | بهاء أبو شقة (حزب الوفد)         | بهاء أبو شقة (حزب الوفد)          |
| لجنة الخطة والموازنة                                | 20               | حسين عيسى                                     | حسين عيسى                         | حسين عيسى                       | حسين عيسى                        | حسين عيسى                         |
| لجنة الشئون الاقتصادية                              | 22               | علي مصيلحي                                    | عمرو غلاب                         | عمرو غلاب                       | أحمد سمير صالح                   | أحمد سمير صالح                    |
| لجنة العلاقات الخارجية                              | 12               | محمد العرابي (حزب المؤتمر)                    | أحمد سعيد                         | طارق رضوان                      | كريم درويش                       | كريم درويش                        |
| لجنة الشئون العربية                                 | 42               | سعد الجمال                                    | سعد الجمال                        | سعد الجمال                      | أحمد رسلان                       | أحمد رسلان                        |
| لجنة الدفاع والأمن القومي                           | 41               | كمال عامر (حزب حماة الوطن)                    | كمال عامر (حُماة الوطن)            | كمال عامر (حُماة الوطن)          | كمال عامر (حُماة الوطن)           | كمال عامر (حُماة الوطن)            |
| لجنة الإقتراحات والشكاوي                            | 33               | همام العدلي                                   | همام العدلي                       | همام العدلي                     | همام العدلي                      | همام العدلي                       |
| لجنة القوى العاملة                                  | 11               | جبالي المراغي                                 | جبالي المراغي                     | جبالي المراغي                   | جبالي المراغي                    | جبالي المراغي                     |
| لجنة التعليم والبحث العلمي                          | 15               | جمال شيحة                                     | جمال شيحة                         | جمال شيحة                       | سامي هاشم                        | سامي هاشم                         |
| لجنة الشئون الدينية والأوقاف                        | 9                | أسامة العبد                                   | أسامة العبد                       | أسامة العبد                     | أسامة العبد                      | أسامة العبد                       |
| لجنة النقل والمواصلات                               | 22               | سعيد طعيمة (حزب المصريين الأحرار)             | هشام عبد الواحد                   | هشام عبد الواحد                 | هشام عبد الواحد                  | هشام عبد الواحد                   |
| لجنة الإسكان والمرافق العامة والتعمير               | 29               | معتز محمود (حزب الحرية)                       | علاء والي                         | معتز محمود (حزب الحرية)         | علاء والي                        | عماد سعد حمودة                    |
| لجنة حقوق الأنسان                                   | 38               | محمد أنور عصمت السادات (حزب الأصلاح والتنمية) | علاء عابد (المصريين الأحرار)      | علاء عابد (المصريين الأحرار)    | علاء عابد (المصريين الأحرار)     | علاء عابد (المصريين الأحرار)      |
| لجنة الشئون الأفريقية                               | 11               | حاتم باشات (حزب المصريين الأحرار)             | مصطفي الجندي                      | السيد فليفل                     | طارق رضوان                       | طارق رضوان                        |
| لجنة الصناعة                                        | 9                | محمد زكي السويدي                              | أحمد سمير (مستقبل وطن)            | أحمد سمير (مستقبل وطن)          | فرج عامر                         | فرج عامر                          |
| لجنة المشروعات المتوسطة والصغيرة والمتناهية الصغر   | 27               | محمد علي يوسف                                 | محمد علي يوسف                     | محمد علي يوسف                   | محمد كمال مرعي                   | محمد كمال مرعي                    |
| لجنة الطاقة والبيئة                                 | 22               | طلعت السويدي (حزب الوفد)                      | طلعت السويدي (حزب الوفد)          | محمد رشوان                      | طلعت السويدي (حزب الوفد)         | طلعت السويدي (حزب الوفد)          |
| لجنة الزراعة والري والأمن الغذائي والثروة الحيوانية | 45               | هشام الشعيني (حزب المصريين الأحرار)           | هشام الشعيني (المصريين الأحرار)   | هشام الشعيني (المصريين الأحرار) | هشام الشعيني (المصريين الأحرار)  | هشام الحصري                       |
| لجنة التضامن الاجتماعي والأسرة والأشخاص ذوي الإعاقة | 12               | عبد الهادي القصبي                             | عبد الهادي القصبي                 | عبد الهادي القصبي               | عبد الهادي القصبي                | عبد الهادي القصبي                 |
| لجنة الثقافة والأعلام والآثار                       | 19               | أسامة هيكل                                    | أسامة هيكل                        | أسامة هيكل                      | أسامة هيكل                       | محمد شعبان                        |
| لجنة السياحة والطيران المدني                        | 18               | سحر طلعت                                      | سحر طلعت                          | سحر طلعت                        | عمرو صدقي                        | عمرو صدقي                         |
| لجنة الشئون الصحية                                  | 35               | مجدي مرشد (حزب المؤتمر)                       | محمد العماري                      | محمد العماري                    | محمد العماري                     | محمد العماري                      |
| لجنة الاتصالات وتكنولوجيا المعلومات                 | 9                | مي البطران                                    | نضال السعيد (مستقبل وطن)          | نضال السعيد (مستقبل وطن)        | أحمد بدوي                        | أحمد بدوي                         |
| لجنة الإدارة المحلية                                | 29               | أحمد السجيني (حزب الوفد)                      | أحمد السجيني (حزب الوفد)          | أحمد السجيني (حزب الوفد)        | أحمد السجيني (حزب الوفد)         | أحمد السجيني (حزب الوفد)          |
| لجنة الشباب والرياضة                                | 29               | محمد فرج عامر                                 | محمد فرج عامر                     | محمد فرج عامر                   | أشرف رشاد (مستقبل وطن)           | أشرف رشاد (مستقبل وطن)            |

#### ممثلو الهيئات البرلمانية[24]
1. النائب أحمد خليل عبد العزيز خير الله - رئيس الهيئة البرلمانية لحزب النور[25]
2. النائب أحمد محمد حلمي أحمد الشريف - رئيس الهيئة البرلمانية لحزب المؤتمر[26]
3. النائب عاطف ناصر - رئيس الهيئة البرلمانية لحزب مستقبل وطن[27]
4. النائب أكمل أحمد رشدي مهدي قرطام - رئيس الهيئة البرلمانية لحزب المحافظين[28]
5. النائب السيد عبد العال مصطفى كامل عبد المجيد - رئيس الهيئة البرلمانية لحزب التجمع الوطني التقدمي[29]
6. النائب ألفت على كامل عبد الفتاح عبد المجيد، رئيس الهيئة البرلمانية لحزب مصر الحديثة[30]
7. النائب إيهاب منصور بسطاوي منصور، رئيس الهيئة البرلمانية لحزب المصري الديمقراطي الاجتماعي[31]
8. النائب بهاء الدين بدر عبد الرحيم حسن أبو شقة، رئيس الهيئة البرلمانية لحزب الوفد الجديد[32]
9. النائب سعيد سعد سعيد خميس حساسين، رئيس الهيئة البرلمانية لحزب السلام الديمقراطي[33]
10. النائب صلاح محمد حسب الله أحمد، رئيس الهيئة البرلمانية لحزب الحرية [34] والمتحدث بأسم المجلس[35]
11. النائب أيمن أبو العلا، رئيس الهيئة البرلمانية لحزب المصريين الأحرار[36]
12. النائب محمد أسامة حامد أبو المجد عمر، رئيس الهيئة البرلمانية لحزب حُماة الوطن[37]
13. النائب سلامة الرقيعي، رئيس الهيئة البرلمانية لحزب الإصلاح والتنمية[38]
14. النائب محمد سعد بدراوي، رئيس الهيئة البرلمانية لحزب الحركة الوطنية المصرية[39]
15. النائب محمد صلاح صالح أبو هميلة، رئيس الهيئة البرلمانية لحزب الشعب الجمهوري[40]

#### ضمانات استقلال السلطة التشريعية
اختص الدستور - بتقرير الضمانات اللازمة لتحقيق استقلال مجلس النواب التي تتمثل في الآتي:
- أداء اليمين
- قبول استقالة أعضائه
- التحقيق في صحة عضوية أعضائه
- الفصل في الطعون الانتخابية
- انفراده في مجازاة أعضائه
- استقلاله بوضع وإقرار موازنته السنوية وإقرار حسابها الختامي
- اختصاصه بالمحافظة على النظام داخله
- اختصاصه بوضع لائحته الداخلية
- الحصانة البرلمانية

### اللائحة الداخلية[41]
لائحة المجلس الداخلية 

## الانتخابات البرلمانية

### الانتخابات التكميلية 2016

#### 1- دائرة طلخا ونبروة - محافظة الدقهلية
بعد سحب الثقة من النائب توفيق عكاشة (مستقل) على إثر لقائه بالسفير الإسرائيلي في مصر، تم إعلان خلو مقعد دائرة طلخا ونبروة، وتم إجراء الانتخابات التكميلية في 16و17 أبريل 2016، وتم اعلان فوز محمد نجاح الشوربي (حزب الاتحاد).

#### 2- دائرة مركز الفيوم - محافظة الفيوم
بعد وفاة النائب محمد مصطفى الخولي (مستقل)، تم إعلان خلو مقعد مركز الفيوم، وتم إجراء الانتخابات التكميلية في 25 و 26 يونيو 2016 ، وتم إعلان فوز عبير الخولي (مستقل)

#### 3- دائرة حدائق القبة - محافظة القاهرة
بعد وفاة النائب سيد فراج (مستقل)، تم إعلان خلو مقعد دائرة حدائق القبة، وتتولي اللجنة العليا للانتخابات إجراء الانتخابات التكميلية فيها.، وتم إجراء الأنتخابات التكميلية في 3 و 4 سبتمبر 2016، وتم إعلان فوز حسين جاد (مستقل)

#### 4- دائرة أبو كبير - محافظة الشرقية
بعد أن استقال الدكتور علي مصيلحي لتوليه حقيبة وزارة التموين، تم إعلان خلو مقعد دائرة أبو كبير - محافظة الشرقية، وتتولى اللجنة العليا للإنتخابات إجراء الانتخابات التكميلية فيها.

#### 5- دائرة تلا والشهداء - محافظة المنوفية
بعد ان سقوط عضوية النائب محمد أنور السادات، تم اعلان خلو مقعد دائرة تلا والشهداء - محافظة المنوفية، وتتولي اللجنة العليا للانتخابات إجراء الانتخابات التكميلية فيها

## جولة بالمجلس

### الموقع العام
يشغل مجلس النواب ثلاثة مبان شُيّدت في فترات تاريخية متعاقبة على مساحة قدرها 11.5 فدان تقريبا أي ثمانية وأربعين ألفا وثلاثمائة متر مربع، فضلاً عن عدة مبان إضافية للخدمات المعاونة والصيانة والمخازن ومسجد المجلس وتتخلل تلك المباني عدة حدائق ومساحات خضراء.

#### المبنى الأول
المبنى الأول، وهو المبنى الذي شُيّد في عهد الخديوي إسماعيل عام 1878م حيث كان يشغله ديوان نظارة الأشغال العمومية وارتبطت به الحياة النيابية المصرية منذ أن عقد مجلس النواب المصري أول اجتماع له في السادس والعشرين من ديسمبر 1881 م ثم تلاه اجتماعات مجلس شورى القوانين والجمعية التشريعية ثم مجلس الشيوخ في ظل دستور 1923م وقد أجريت تعديلات كبيرة بالطابق الأرضي لإعداد قاعة نظارة الأشغال لاجتماعات مجلس شورى النواب وهي القاعة التي لا تزال قائمة وتعقد بها اجتماعات وجلسات مجلس الشورى حالياً، في حين شغلت وزارة الأشغال والموارد المائية الطابقين الأول والثاني من هذا المبنى، إلى أن تسلمتهما الأمانة العامة لمجلس الشعب وضمتهما إلى مبانيها في 29/9/1991م حتى يمكن للمجلس أن يتوسع في مقره لمواجهة التطور الكبير الذي طرأ على الحياة النيابية التشريعية وما طرأ على الممارسة البرلمانية في الحقبة الأخيرة.

## الحياة البرلمانية المصرية
- المجلس العالي
- مجلس الشورى المصري
- مجلس شورى النواب
- مجلس النواب المصري
- مجلس شورى القوانين
- الجمعية التشريعية
- دستور مصر 1923
- الحياة النيابية في مصر بعد ثورة 23 يوليو
- في جلسة يوم الاثنين الموافق 27/6/2016 تم إرسال مقطع فيديو إباحي إلى 256 نائبا من الهاتف الشخصي للنائب أسامة شرشر، الأمر الذي لاقى استهجانا من الأعضاء، وبادر شرشر بإعلان أنه تم اختراق حسابه الشخصي.[48]